# Marcus Aufidius Fronto
Marcus Aufidius Fronto war ein römischer Politiker und Senator Anfang des 3. Jahrhunderts.
Fronto stammte aus Pisaurum in Umbrien. Sein Vater war Gaius Aufidius Victorinus, Konsul 155 und 183. Fronto wurde 199 zusammen mit Publius Cornelius Anullinus ordentlicher Konsul.
Nach Cassius Dio wurde Fronto für das Jahr 217/18 die Provinz Africa übertragen. Da jedoch die Bewohner der Provinz gegen ihn protestierten, hatte Macrinus ihn für Asia bestimmt. Anscheinend sollte er im darauffolgenden Amtsjahr diese Provinz übernehmen, aber auch dazu kam es nicht. Das Honorar von einer Million Sesterzen nahm Fronto nicht an, da es ihm nach seiner Erklärung um den Prokonsulat, nicht aber um das Geld gehe. Später erhielt er dann von Kaiser Elagabal doch noch die Provinz. Durch eine neue Inschrift aus Formia wurde die Vermutung, dass es sich um Asia handele, bestätigt. Wahrscheinlich übte er die Statthalterschaft 219/200 aus, also in dem ersten Jahr, in dem Elagabal durch seinen Vorgänger verübtes Unrecht wiedergutmachen konnte.
Sein Bruder war Gaius Aufidius Victorinus, Konsul im Jahr 200.